# Marsgletsjer (Groenland)
De Marsgletsjer is een gletsjer in Nationaal park Noordoost-Groenland in het oosten van Groenland. De gletsjer ligt in de Stauningalpen in Scoresbyland en is een grote zijtak van de Bjørnbogletsjer. De Marsgletsjer is in het begin noordwest-zuidoost georiënteerd en maakt een bocht naar het zuidwesten om op de hoofdtak van de Bjørnbogletsjer uit te komen. Bij de monding op de Bjørnbogletsjer maakt de Marsgletsjer een bocht naar het zuidoosten.
De Marsgletsjer heeft een lengte van meer dan zeven kilometer. Ze heeft meerdere zijtakken die onderweg op de hoofdtak van de Marsgletsjer uitkomen.
De gletsjer is vernoemd naar de planeet Mars.
Op meer dan zeven kilometer naar het noordwesten ligt de Roslingletsjer.